# Ла Дью, Франчиа
Франчиа А. Ла Дью (англ. Francia A. La Due, урождённая Бич; 19 января 1849, Чикаго, штат Иллинойс, США — 20 июля 1922, Халсион, штат Калифорния, США) — американский теософ, борец за права коренных жителей Америки, основатель и первый Главный Хранитель духовной общины «Храм Человечества».

## Биография
Родилась 19 января 1849 года в Чикаго. Когда ей было четыре года, её родители переехали в город Сиракьюс штат Нью-Йорк. Училась в местной государственной школе, писала рассказы и стихи, некоторые из них были опубликованы в еженедельных изданиях. Не имея медицинского образования, работала медсестрой в государственных учреждениях, вела частную практику.

### Замужество
Уже в шестнадцатилетнем возрасте Франчес (как она называла себя до 1903 г.) Бич сочеталась браком, который стал неудачным, и вскоре был расторгнут. Позже вышла замуж за господина Ла Дью и прожила с ним недолго до его кончины. В обоих браках детей не имела.

### Теософское общество

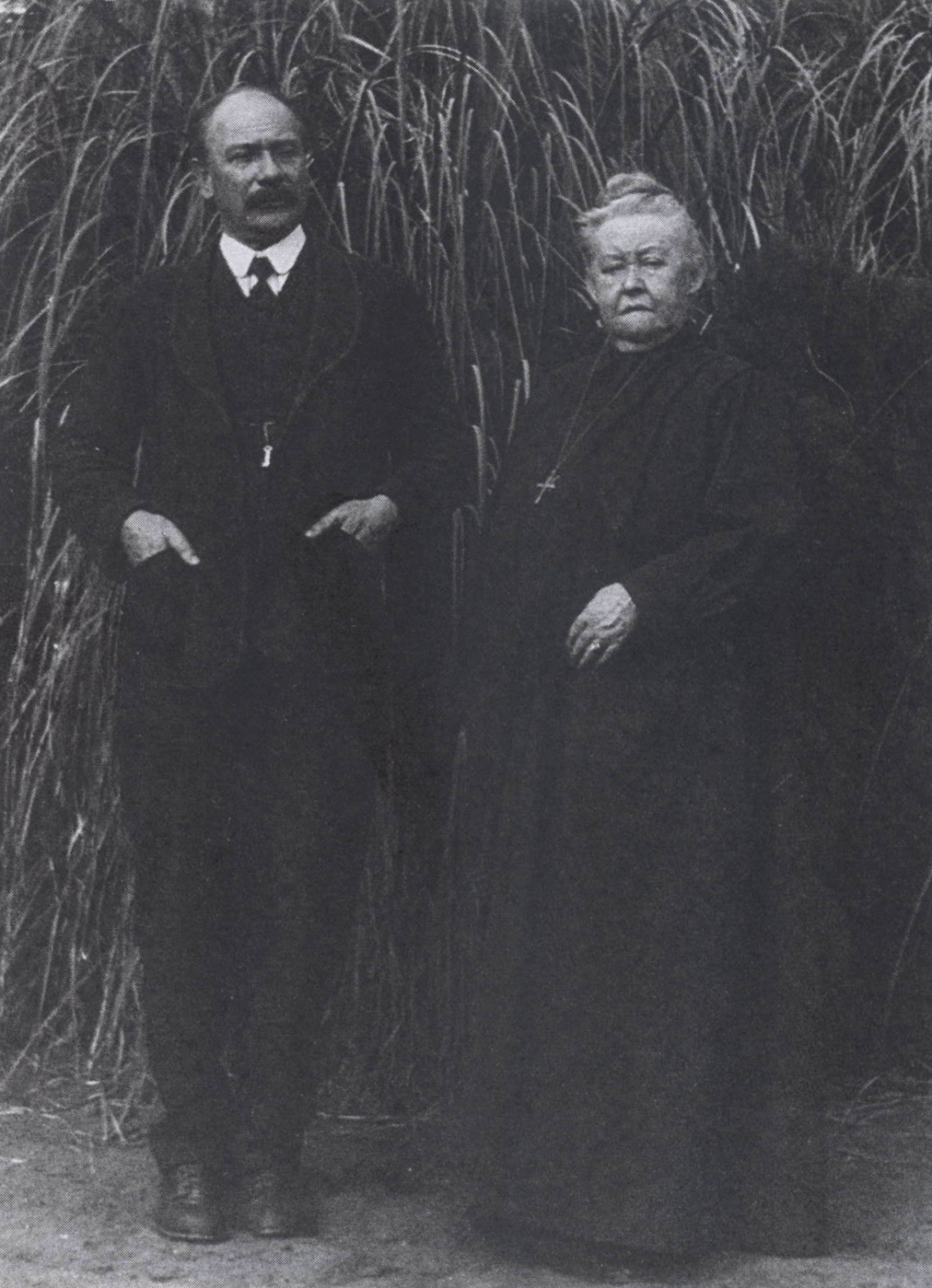
Уильям Дауэр и Франчиа Ла Дью, 1920-е годы.

В 1894 году Франчиа Ла Дью становится членом отделения Теософского общества в городе Сиракьюс, которое было там основано в 1892 году доктором Уильямом Дауэром.

Из воспоминаний У.Дауэра о первой встрече с Франчией Ла Дью:

Однажды, когда я работал в кабинете, вошла г-жа Ла Дью. Она прочитала о наших теософских собраниях, и её сильно привлекла их тема. Она держала в руке книжку, куда записывала многие свои чудесные внутренние переживания, которые, однако, не могла объяснить и не знала, что с ними делать.

### Борьба за права коренного населения Америки
Франчиа Ла Дью вместе с Уильмом Дауэром активно участвовала в отстаивании прав индейского племени Онондага, которое находится недалеко от города Сиракьюс и входит в союз Лиги ирокезов. В благодарность за это индейцы посвятили их в свой Клан Черепахи. Позже был создан индейский общественный центр «Гайавата».

### Учитель
По утверждениям Франчии Ла Дью, в конце XIX века она вступает в видимое и невидимое общение с одним из Учителей Великого Белого Братства, которого называет Иларионом. С этого времени она считает его своим учителем и он руководит её деятельностью, передаёт различные послания.

### Община «Храм Человечества»

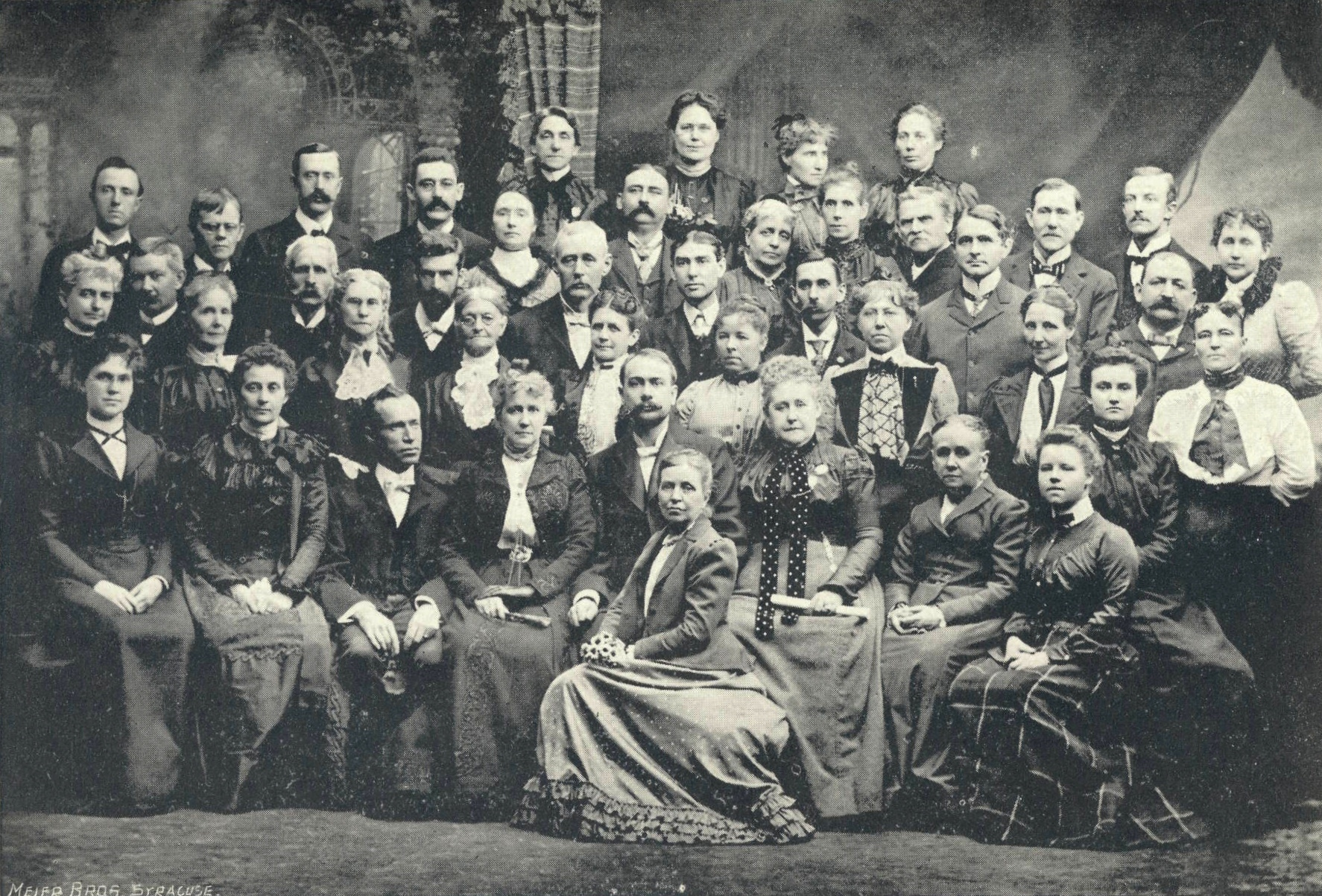
Первый съезд членов Храма Человечества, город Сиракьюс,
октябрь 1900 г.

В конце 90-х годов XIX века отделение теософского общества в г. Сиракьюс из-за различных трудностей перестаёт существовать. И в 1898 году Франчиа Ла Дью, по указанию своего духовного учителя Илариона, вместе с Уильямом Дауэром основывает общину «Храм Человечества» в г. Сиракьюс, целью которой стало продолжение работы, начатой Е. П. Блаватской в Нью-Йорке в 1875 году. Франчиа Ла Дью стала Первым Главным Хранителем «Храм Человечества», получив эзотерическое имя «Голубая Звезда». В 1900 году община стала издавать ежемесячный журнал «The Temple Artisan», в котором впервые начали публиковаться наставления учителя Илариона, позже названные «Учением Храма» и изданные отдельными книгами. В 1903 году Община переезжает в Халсион, штат Калифорния, где существует и поныне.

### Мемориальный храм
После смерти Франчии Ла Дью в июле 1922 года следующим Главным Хранителем Храма Человечества стал Уильям Дауэр, и под его руководством в течение нескольких лет члены Храм Человечества построили в Халсионе мемориальный храм в честь Франчии Ла Дью, который назвали «Храмом Голубой Звезды».

## Публикации
- Урок Роз — Журнал «Дельфис» — № 16(3) — 1988 г.
- Учитесь мудрому забвению — Журнал «Дельфис» — № 22(2) — 2000 г.
- Белый город Центрального Солнца — Журнал «Дельфис» — № 31(3) — 2002 г.
- Победоносный Путь — Журнал «Дельфис» — № 66(2) — 2011 г.

## Примечание
1. ↑  Lomonosov.org — Литературно-философские источники теософского учения храма Архивная копия от 20 мая 2013 на Wayback Machine
2. 1 2  Журнал «Дельфис» — Франчиа Ла Дью(Francia A. La Due) (недоступная ссылка)
3. ↑  Spsl.nsc.ru — Учение Храма Архивная копия от 18 февраля 2011 на Wayback Machine
4. 1 2  Журнал «Дельфис» — Путь Голубой Звезды Архивная копия от 5 марта 2016 на Wayback Machine
5. ↑  Журнал «Дельфис» — Дауэр У. Биографический этюд Архивная копия от 3 декабря 2013 на Wayback Machine
6. 1 2  Из книги «Храм Человечества: Сборник: Переводы с английского».-М.: Фонд «Дельфис»,2000
7. ↑  Храму Человечества — 100 лет // Дельфис — № 15(2) — 1998
8. ↑  Дауэр У., Письма света (часть 4) Архивная копия от 16 января 2012 на Wayback Machine // Дельфис — № 19(3) — 1999
9. ↑  Взгляд в этот год столетия Архивная копия от 4 марта 2016 на Wayback Machine // Дельфис — № 10(2) — 1997
10. ↑  Учение Храма (продолжение) Архивная копия от 18 января 2012 на Wayback Machine // Дельфис — № 10(2) — 1997
11. ↑  templeofthepeople.ru — История/Храм Человечества Архивная копия от 13 октября 2013 на Wayback Machine